# Ringo, gloria y muerte
Ringo, gloria y muerte es una  serie de televisión por internet biográfica argentina original de Star+. La trama sigue los inicios, la gloria, la fama y la temprana muerte del boxeador argentino Ringo Bonavena. Está protagonizada por Jerónimo Bosia, Delfina Chaves, Lucila Gandolfo, Thomas Grube, Constanza Isla, Ariel Núñez, María Onetto, Pablo Rago, Martín Slipak, Renato Quattordio, Andrés Ciavaglia y Javier Drolas. La serie se estrenó el 24 de marzo de 2023.

## Sinopsis
La serie se divide en dos tiempos de la vida de Ringo Bonavena. Por un lado, la historia se centra en los últimos tres meses de vida del boxeador, donde buscaba reinventarse como celebridad internacional y finalmente es asesinado en Nevada, Estados Unidos. Por el otro, la trama recorre, cronológicamente, los momentos más relevantes de su vida, comenzando por sus orígenes humildes, donde se revela la entrañable relación con sus padres y hermanos, siguiendo por su llegada al boxeo amateur y su meteórico ascenso a las ligas profesionales, su debut en el Madison Square Garden de Nueva York y su consagración como campeón argentino.

## Elenco

### Principal
- Jerónimo Bosia como Ringo Bonavena
- Delfina Chaves como Dora Raffa
- Lucila Gandolfo como Sally Conforte
- Thomas Grube como Joe Conforte
- Constanza Isla como Tracy
- Ariel Núñez como Ross Brymer
- María Onetto como Dominga Grillo
- Pablo Rago como Bautista Rago
- Martín Slipak como Vicente Bonavena
- Renato Quattordio como Pedro
- Andrés Ciavaglia como Enrique Suárez
- Javier Drolas como Tito Lectoure

### Secundario
- Agustín Corsi como Rolo Vergara
- Lautaro Bettoni como Juan Rago
- Germán de Silva como Don Vicente Bonavena

### Participaciones
- Denise Anzarut como la Pocha Bonavena
- Sofía Kali como Ángela Bonavena
- Juan Pablo Burgos como Carlos Bonavena
- Bianca Oliveti como Rosa Bonavena
- Martín Tecchi como José Cabrera
- Ramiro Martínez como Luis Benetti
- Brad Krupsaw como Vinnie Lorenzo

## Episodios
| N.º | Título                          | Dirigido por        | Escrito por                                                                            | Fecha de lanzamiento original |
| --- | ------------------------------- | ------------------- | -------------------------------------------------------------------------------------- | ----------------------------- |
| 1   | «Quien nada sabe, de nada duda» | Nicolás Pérez Veiga | Alejandro Ocón, Gabriela Larralde, Nicolás Pérez Veiga, Diego Palacio y Santiago Dulce | 24 de marzo de 2023           |
| 2   | «Campeón de pies planos»        | Nicolás Pérez Veiga | Alejandro Ocón, Gabriela Larralde, Nicolás Pérez Veiga, Diego Palacio y Santiago Dulce | 24 de marzo de 2023           |
| 3   | «La cacería»                    | Nicolás Pérez Veiga | Alejandro Ocón, Gabriela Larralde, Nicolás Pérez Veiga, Diego Palacio y Santiago Dulce | 24 de marzo de 2023           |
| 4   | «100 dólares la media hora»     | Nicolás Pérez Veiga | Alejandro Ocón, Gabriela Larralde, Nicolás Pérez Veiga, Diego Palacio y Santiago Dulce | 24 de marzo de 2023           |
| 5   | «Guita, guita, guita»           | Nicolás Pérez Veiga | Alejandro Ocón, Gabriela Larralde, Nicolás Pérez Veiga, Diego Palacio y Santiago Dulce | 24 de marzo de 2023           |
| 6   | «El amigo caribeño»             | Nicolás Pérez Veiga | Alejandro Ocón, Gabriela Larralde, Nicolás Pérez Veiga, Diego Palacio y Santiago Dulce | 24 de marzo de 2023           |
| 7   | «Chicken, Chicken»              | Nicolás Pérez Veiga | Alejandro Ocón, Gabriela Larralde, Nicolás Pérez Veiga, Diego Palacio y Santiago Dulce | 24 de marzo de 2023           |

## Desarrollo

### Producción
En mayo del 2021, Star Original Productions confirmó la producción de la serie Ringo, basada en la vida del legandrio boxeador argentino Ringo Bonavena, para la plataforma streaming Star+ y que la misma contaría con 8 episodios. Asimismo, se comunicó que la serie sería dirigida y guionada por Nicolás Pérez Veiga, y que también estaría producida por Pampa Films, Gloriamundi Producciones, Primo Contents, EO Media y Story Lab. La serie inicialmente fue anunciada bajo el título de Ringo, el campeón del pueblo, sin embargo, en algún punto de la producción decidieron renombrarla como Ringo, gloria y muerte. La producción, originalmente, tenía previsto su estreno para mediados del 2022, pero su lanzamiento se pospuso para el 2023.

### Rodaje
La fotografía principal de la serie comenzó a finales de julio del 2021 en Buenos Aires. En noviembre de ese año, finalizaron las grabaciones, las cuales también tuvieron lugar en Mendoza.

### Casting
A principios de mayo del 2021, se anunció que Jerónimo Bosia había sido elegido para interpretar a Bonavena, como así también a Delfina Chaves para interpretar a la novia del boxeador y a Pablo Rago como el entrenador. En julio de ese año, se informó que María Onetto se había unido al elenco para interpretar a la madre del personaje de Bosia y poco después se confirmó la incorporación de Renato Quattordio al elenco principal. En agosto del mismo año, Martín Slipak fue fichado para formar parte del elenco. En octubre de ese año, se informó que Thomas Grube, Lucila Gandolfo, Andrés Ciavaglia,  Constanza Isla y Ariel Núñez también formaban parte del elenco.

## Recepción

### Comentarios de la crítica
Emanuel Respighi de Página/12 escribió que la serie «se destaca por una recreación de época impecable, que le imprime a la trama de un realismo que facilita el involucramiento emocional del público con una historia cargada de dramatismo, que no le huye al humor y a la ironía del personaje que describe». Marcelo Stiletano de La Nación otorgó a al serie 3 de 5 estrellas, diciendo que «Jerónimo Bosia encarna con soltura al protagonista» y que sale airoso de un personaje que exige varios matices. Por su lado, Diego Batlle de Otros cines resaltó que la producción de la serie «luce impecable en la mayoría de sus rubros», pero que repite varios esquemas ya vistos en otras biopics, aunque «tiene unos cuantos argumentos como para cautivar al público».

### Premios y nominaciones
| Lista de premios y nominaciones | Lista de premios y nominaciones | Lista de premios y nominaciones           | Lista de premios y nominaciones                                                        | Lista de premios y nominaciones | Lista de premios y nominaciones | Lista de premios y nominaciones |
| Año                             | Organización                    | Categoría                                 | Nominado/a (s)                                                                         | Resultado                       | Ref(s)                          |                                 |
| ------------------------------- | ------------------------------- | ----------------------------------------- | -------------------------------------------------------------------------------------- | ------------------------------- | ------------------------------- | ------------------------------- |
| 2023                            | Premios Produ                   | Mejor serie biográfica                    | Ringo, gloria y muerte                                                                 | Nominado                        | [ 19 ]                          |                                 |
| 2023                            | Premios Produ                   | Mejor actor principal de serie biográfica | Jerónimo Bosia                                                                         | Nominado                        | [ 19 ]                          |                                 |
| 2023                            | Premios Produ                   | Mejor dirección - Serie biográfica        | Nicolás Pérez Veiga                                                                    | Nominado                        | [ 19 ]                          |                                 |
| 2023                            | Premios Produ                   | Mejor recreación de época                 | Juan Cavia y Walter Cornás                                                             | Nominado                        | [ 19 ]                          |                                 |
| 2023                            | Premios Cóndor de Plata         | Mejor miniserie o unitario                | Ringo, gloria y muerte                                                                 | Nominado                        | [ 20 ] [ 21 ]                   |                                 |
| 2023                            | Premios Cóndor de Plata         | Revelación masculina                      | Jerónimo Bosia                                                                         | Nominado                        | [ 20 ] [ 21 ]                   |                                 |
| 2023                            | Premios Cóndor de Plata         | Mejor guion original                      | Alejandro Ocón, Gabriela Larralde, Nicolás Pérez Veiga, Diego Palacio y Santiago Dulce | Nominados                       | [ 20 ] [ 21 ]                   |                                 |
| 2023                            | Premios Cóndor de Plata         | Mejor dirección de fotografía             | Agustín Claramunt                                                                      | Nominado                        | [ 20 ] [ 21 ]                   |                                 |
| 2023                            | Premios Cóndor de Plata         | Mejor dirección de arte                   | Juan Cavia y Walter Cornás                                                             | Ganadores                       | [ 20 ] [ 21 ]                   |                                 |
| 2023                            | Premios Cóndor de Plata         | Mejor diseño de vestuario                 | Jam Monti                                                                              | Nominado                        | [ 20 ] [ 21 ]                   |                                 |
| 2023                            | Premios Cóndor de Plata         | Mejor música original                     | Sergei Grosny                                                                          | Nominado                        | [ 20 ] [ 21 ]                   |                                 |
| 2023                            | Premios Cóndor de Plata         | Mejor maquillaje y peluquería             | Loli Giménez                                                                           | Nominada                        | [ 20 ] [ 21 ]                   |                                 |
| 2023                            | Premios Cóndor de Plata         | Mejor diseño de sonido                    | Leandro de Loredo y Martín Scaglia                                                     | Nominado                        | [ 20 ] [ 21 ]                   |                                 |
| 2023                            | Premios Cóndor de Plata         | Mejor dirección de casting                | Juan Risso y Carolina Milli                                                            | Ganadores                       | [ 20 ] [ 21 ]                   |                                 |
| 2023                            | Premios Cóndor de Plata         | Premio del público BA audiovisual         | Ringo, gloria y muerte                                                                 | Nominado                        | [ 20 ] [ 21 ]                   |                                 |
| 2023                            | Premios Martín Fierro Latino    | Mejor serie biográfica                    | Ringo, gloria y muerte                                                                 | Nominado                        | [ 22 ]                          |                                 |